# African Beach Games 2023
Die African Beach Games 2023 waren die zweite Auflage der African Beach Games und wurden vom 24. bis 30. Juni 2023 im tunesischen Hammamet ausgetragen. Tunesien erhielt im Dezember 2020 den Zuschlag für die Austragung. Die Spiele wurden von der  Association of National Olympic Committees of Africa (ANOCA/ACNOA) organisiert. 53 Nationen waren vertreten.

## Sportarten  & Zeitplan
Neben den elf Sportarten die bei den African Beach Games 2019 ausgetragen wurden, sollte 2023 zunächst nur noch Teqball hinzukommen. Dieses war 2019 Demonstrationssportart. Schlussendlich gab es 16 Sportarten, inklusive zwei Demonstrationssportarten (Fechten und Paddeln). Es finden Entscheidungen in jeweils 30 Wettbewerben bei den Damen und Herren statt.
Einige Wettbewerbe werden als Qualifikation für die World Beach Games 2023 im indonesischen Bali dienen.
| Juni                | 23. Fr | 24. Sa | 25. So | 26. Mo | 27. Di | 28. Mi | 29. Do | 30. Fr |
| ------------------- | ------ | ------ | ------ | ------ | ------ | ------ | ------ | ------ |
| Zeremonien          | EZ     |        |        |        |        |        |        | AZ     |
| 3×3-Basketball      |        |        |        |        |        | ●      | ●      | ●      |
| Airbadminton        |        |        |        |        | ●      | ●      | ●      | ●      |
| Beachhandball       |        | ●      | ●      | ●      |        |        |        |        |
| Beachsoccer         |        |        |        |        | ●      | ●      | ●      | ●      |
| Beachtennis         |        |        |        |        |        | ●      | ●      | ●      |
| Beachvolleyball     | ●      | ●      | ●      | ●      | ●      |        |        |        |
| Fechten             |        |        |        | ●      |        |        |        |        |
| Küstenrudern        |        | ●      | ●      | ●      |        |        |        |        |
| Freiwasserschwimmen |        |        |        |        | ●      |        |        |        |
| Kata-Karate         |        | ●      | ●      |        |        |        |        |        |
| Kajaken             |        |        |        |        |        |        | ●      | ●      |
| Leichtathletik      |        |        |        |        | ●      |        | ●      |        |
| Stand-Up-Paddling   |        |        |        |        |        |        | ●      | ●      |
| Strandringen        |        |        |        |        |        | ●      | ●      |        |
| Teqball             |        | ●      |        | ●      |        |        |        |        |
| Wushu               |        |        |        | ●      | ●      |        |        |        |

| EZ = Eröffnungszeremonie | ● = Wettbewerb | AZ = Abschlusszeremonie |
| ------------------------ | -------------- | ----------------------- |

Quelle: 

## Ergebnisse

### 3x3-Basketball
| Wettbewerb | Gold     | Silber | Bronze   |
| ---------- | -------- | ------ | -------- |
| Turnier    | Tunesien | Mali   | Algerien |

| Wettbewerb | Gold | Silber | Bronze   |
| ---------- | ---- | ------ | -------- |
| Turnier    | Mali | Kenia  | Tunesien |

### Beachhandball
Quelle: 
| Wettbewerb | Gold     | Silber  | Bronze |
| ---------- | -------- | ------- | ------ |
| Turnier    | Tunesien | Marokko | Libyen |

| Wettbewerb | Gold     | Silber | Bronze |
| ---------- | -------- | ------ | ------ |
| Turnier    | Tunesien | Kenia  | Mali   |

### Beachsoccer
Quelle: 
| Wettbewerb | Gold    | Silber  | Bronze   |
| ---------- | ------- | ------- | -------- |
| Turnier    | Marokko | Senegal | Tansania |

Bei den Frauen siegte die Auswahl Kenias, da sich das einzige andere Team, aus Kap Verde, kurzfristig abgemeldet hatte.

### Beachtennis
| Wettbewerb | Gold     | Silber  | Bronze   |
| ---------- | -------- | ------- | -------- |
| Doppel     | Algerien | Marokko | Tunesien |

| Wettbewerb | Gold      | Silber   | Bronze |
| ---------- | --------- | -------- | ------ |
| Doppel     | Mauritius | Algerien | Kenia  |

| Wettbewerb | Gold    | Silber    | Bronze   |
| ---------- | ------- | --------- | -------- |
| Doppel     | Marokko | Mauritius | Algerien |

### Beachvolleyball
| Wettbewerb | Gold    | Silber   | Bronze   |
| ---------- | ------- | -------- | -------- |
| Turnier    | Marokko | Tunesien | Algerien |

| Wettbewerb | Gold    | Silber   | Bronze    |
| ---------- | ------- | -------- | --------- |
| Turnier    | Marokko | Mosambik | Mauritius |

### Fechten
| Wettbewerb | Gold | Silber | Bronze |
| ---------- | ---- | ------ | ------ |
| Männer     |      |        |        |
| Frauen     |      |        |        |

### Freiwasserschwimmen
| Wettbewerb | Gold            | Silber                | Bronze              |
| ---------- | --------------- | --------------------- | ------------------- |
| 5 km       | Phillip Seidler | Matthew Dale Caldwell | Khalil Ben Chaabane |

| Wettbewerb | Gold            | Silber      | Bronze       |
| ---------- | --------------- | ----------- | ------------ |
| 5 km       | Amica De Jagger | Kate Beavon | Malak Meqdar |

### Kajaken
| Wettbewerb    | Gold            | Silber      | Bronze           |
| ------------- | --------------- | ----------- | ---------------- |
| Einzel 3000 m | Kwenzeka M’zolo | Farouk Dali | Ndurance Godhelp |

| Wettbewerb    | Gold       | Silber          | Bronze        |
| ------------- | ---------- | --------------- | ------------- |
| Einzel 3000 m | Aya Ferfad | Nozipho Mthembu | Marwa Mohamed |

### Kata-Karate
| Wettbewerb | Gold                | Silber             | Bronze              |
| ---------- | ------------------- | ------------------ | ------------------- |
| Einzel     | Slaheddine Mansouri | Sabre Ben Makhlouf | Omar Diop Jesse Sim |
| Team       | Algerien            | Marokko            | Südafrika Tunesien  |

| Wettbewerb | Gold                  | Silber        | Bronze                        |
| ---------- | --------------------- | ------------- | ----------------------------- |
| Einzel     | Aïcha Narimène Dahleb | Aya En-Nesyry | Suzelle Pronk Maxime Willense |
| Team       | Marokko               | Tunesien      | Südafrika Algerien            |

### Küstenrudern
| Wettbewerb | Gold          | Silber        | Bronze          |
| ---------- | ------------- | ------------- | --------------- |
| Einzel     | Mohamed Taieb | Brahim Mraghi | Mohamed Boukrah |
| Doppel     | Tunesien      | Marokko       | Südafrika       |

| Wettbewerb | Gold         | Silber          | Bronze      |
| ---------- | ------------ | --------------- | ----------- |
| Einzel     | Hadija Krimi | Nihed Benchadli | Esther Toko |
| Doppel     | Tunesien     | Südafrika       | Marokko     |

| Wettbewerb | Gold     | Silber  | Bronze   |
| ---------- | -------- | ------- | -------- |
| Doppel     | Tunesien | Marokko | Algerien |

### Leichtathletik
Quelle:
| Wettbewerb | Gold        | Silber               | Bronze        |
| ---------- | ----------- | -------------------- | ------------- |
| 10-km-Lauf | Adisu Girma | Tebello Ramakongoana | Moumin Gulleh |

| Wettbewerb | Gold          | Silber              | Bronze          |
| ---------- | ------------- | ------------------- | --------------- |
| 10-km-Lauf | Samiya Hassan | Mokulubete Blandina | Souad Ait Salem |

| Wettbewerb | Gold      | Silber  | Bronze    |
| ---------- | --------- | ------- | --------- |
| Team       | Dschibuti | Lesotho | Äthiopien |

### Luft-Badminton
Quelle: 
| Wettbewerb | Gold      | Silber  | Bronze           |
| ---------- | --------- | ------- | ---------------- |
| Dreier     | Südafrika | Nigeria | Mauritius Sambia |

| Wettbewerb | Gold      | Silber | Bronze           |
| ---------- | --------- | ------ | ---------------- |
| Dreier     | Südafrika | Benin  | Algerien Nigeria |

| Wettbewerb | Gold    | Silber    | Bronze          |
| ---------- | ------- | --------- | --------------- |
| Doppel     | Nigeria | Benin     | Südafrika       |
| Team       | Nigeria | Südafrika | Algerien Sambia |

### Stand-Up-Paddling
| Wettbewerb | Gold             | Silber          | Bronze      |
| ---------- | ---------------- | --------------- | ----------- |
| Einzel     | Ndurance Godhelp | Kwenzeka M’zolo | Farouk Dali |

| Wettbewerb | Gold              | Silber          | Bronze        |
| ---------- | ----------------- | --------------- | ------------- |
| Einzel     | Yinlayefa Godhelp | Nosipho Mthemba | Marwa Mohamed |

### Strandringen
Quelle: 
| Wettbewerb  | Gold         | Silber           | Bronze             |
| ----------- | ------------ | ---------------- | ------------------ |
| unter 70 kg | Gabriel Chow | Ya Mohamed Ndong | Mohamed Ali Zorgui |
| unter 80 kg | Ngor Niakhe  | Bacar N’Dium     | Mathayho Mahabila  |
| unter 90 kg | Siny Sembène | Mark Onguyesi    | Sabri Mnasria      |
| über 90 kg  | Madou Faye   | Hemza Haloui     | Mohammed Saadaoui  |

| Wettbewerb  | Gold               | Silber          | Bronze         |
| ----------- | ------------------ | --------------- | -------------- |
| unter 50 kg | Miesinnei Genesis  | Senegal         | Cheima Chebila |
| unter 60 kg | Esther Kolawole    | Chaimaa Aouissi | Mame Sambou    |
| unter 70 kg | Safietou Goudiaby  | Bea Meiring     | Khadija Jlassi |
| über 70 kg  | Blessing Oborududu | Amy Youin       | Anta Sambou    |

### Teqball
| Wettbewerb    | Gold            | Silber         | Bronze        |
| ------------- | --------------- | -------------- | ------------- |
| Herren-Einzel | Gregory Djomaha | Victor Oyemade | Yassine Sahli |
| Herren-Doppel | Tunesien        | Nigeria        | Ghana         |
| Mixed-Doppel  | Nigeria         | Madagaskar     | Algerien      |

### Wushu
| Wettbewerb         | Gold              | Silber             | Bronze                         |
| ------------------ | ----------------- | ------------------ | ------------------------------ |
| San Shou bis 60 kg | Mohamed Birem     | Lassad Hfaïedh     | Osama Lahnine                  |
| San Shou bis 70 kg | Alassane Ba       | Wissem Ammar       | Ramzi Abdallah                 |
| San Shou bis 80 kg | Taher Hamitouche  | Mosaab Massoud     | Mondher Majadi                 |
| San Shou bis 90 kg | Ahmed Khazri      | Abdelhakim Moumou  | Ali Mohamed                    |
| Changquan          | Mohamed Cherchali | Abdelghani Koriech | Noureddine Ayadi               |
| Nanquan            | Zerrouki Hanafi   | Helmi Jrebi        | Emmanuel Mutuyimana            |
| Gunshu             | Mohamed Cherchali | Abdelghani Koriech | Noureddine Ayadi Mamadou Barry |
| Nandao             | Hanafi Zerrouki   | Helmi Jrebi        | M’hamed Regragui               |
| Qiangshu           | Mohamed Cherchani | Abdelghani Koraich | Noureddine Ayadi               |
| Nangun             | Hanafi Zerrouki   | Helmi Jrebi        | Ousmane Gueye                  |

| Wettbewerb         | Gold             | Silber              | Bronze         |
| ------------------ | ---------------- | ------------------- | -------------- |
| San Shou bis 60 kg | Eya Dridi        | Mariétou Diallo     | Hajer Beld     |
| San Shou bis 65 kg | Maya Bejaoui     | Lydia Zaidi         | –              |
| Changquan          | Lina Messaoud    | Esmahen Youssef     | Houda Omar     |
| Nanquan            | Kawtar Bengadari | Maram Habboucha     | –              |
| Gunshu             | Lina Messaoud    | Esmahan Youssef     | Diane Koudjega |
| Nandao             | Maram Habboucha  | –                   | –              |
| Qiangshu           | Lina Messaoud    | Esmahan Ben Youssef | –              |
| Nangun             | Kawtar Bengadari | Maram Habboucha     | –              |